# Olympische Sommerspiele 1960/Radsport – Sprint Bahn (Männer)
Der Sprint im Bahnradsport der Männer bei den Olympischen Spielen 1960 in Rom wurde vom 26. bis 29. August im Velodromo Olimpico ausgetragen.

## Ergebnisse

### 1. Runde

#### Lauf 1
| Rang | Athlet          | Nation                  | Zeit   | Qualifikation für |
| ---- | --------------- | ----------------------- | ------ | ----------------- |
| 1    | Sante Gaiardoni | Italien                 | 11,7 s | Achtelfinale      |
| 2    | Clyde Rimple    | Westindische Föderation |        | 1. Hoffnungsrunde |
| –    | Mohamed Touati  | Tunesien                | DNS    |                   |

#### Lauf 2
| Rang | Athlet       | Nation                | Zeit   | Qualifikation für |
| ---- | ------------ | --------------------- | ------ | ----------------- |
| 1    | Ron Baensch  | Australien            | 11,7 s | Achtelfinale      |
| –    | Kurt Melby   | Dänemark              | DNS    |                   |
| –    | Leslie Haupt | Südafrikanische Union | DNS    |                   |

#### Lauf 3
| Rang | Athlet          | Nation    | Zeit   | Qualifikation für |
| ---- | --------------- | --------- | ------ | ----------------- |
| 1    | Leo Sterckx     | Belgien   | 11,4 s | Achtelfinale      |
| 2    | Anésio Argenton | Brasilien |        | 1. Hoffnungsrunde |
| –    | P. Tache        | Rumänien  | DNS    |                   |

#### Lauf 4
| Rang | Athlet        | Nation         | Zeit   | Qualifikation für |
| ---- | ------------- | -------------- | ------ | ----------------- |
| 1    | Mario Vanegas | Kolumbien      | 11,7 s | Achtelfinale      |
| 2    | Karl Barton   | Großbritannien |        | 1. Hoffnungsrunde |
| –    | V. Oprea      | Rumänien       | DNS    |                   |

#### Lauf 5
| Rang | Athlet                | Nation  | Zeit   | Qualifikation für |
| ---- | --------------------- | ------- | ------ | ----------------- |
| 1    | Valentino Gasparella  | Italien | 11,7 s | Achtelfinale      |
| 2    | José María Errandonea | Spanien |        | 1. Hoffnungsrunde |
| 3    | Martin McKay          | Irland  |        | 1. Hoffnungsrunde |

#### Lauf 6
| Rang | Athlet           | Nation                    | Zeit   | Qualifikation für |
| ---- | ---------------- | ------------------------- | ------ | ----------------- |
| 1    | Günter Kaslowski | Gesamtdeutsche Mannschaft | 12,0 s | Achtelfinale      |
| 2    | Gilbert De Rieck | Belgien                   |        | 1. Hoffnungsrunde |
| 3    | Cenobio Ruiz     | Mexiko                    |        | 1. Hoffnungsrunde |

#### Lauf 7
| Rang | Athlet         | Nation             | Zeit   | Qualifikation für |
| ---- | -------------- | ------------------ | ------ | ----------------- |
| 1    | André Gruchet  | Frankreich         | 11,6 s | Achtelfinale      |
| 2    | Herb Francis   | Vereinigte Staaten |        | 1. Hoffnungsrunde |
| 3    | Muhammad Ashiq | Pakistan           |        | 1. Hoffnungsrunde |

#### Lauf 8
| Rang | Athlet              | Nation   | Zeit   | Qualifikation für |
| ---- | ------------------- | -------- | ------ | ----------------- |
| 1    | Kurt Rechsteiner    | Schweiz  | 11,7 s | Achtelfinale      |
| 2    | Luis Muciño         | Mexiko   |        | 1. Hoffnungsrunde |
| 3    | Abdul Razzaq Baloch | Pakistan |        | 1. Hoffnungsrunde |

#### Lauf 9
| Rang | Athlet            | Nation         | Zeit   | Qualifikation für |
| ---- | ----------------- | -------------- | ------ | ----------------- |
| 1    | Lloyd Binch       | Großbritannien | 12,0 s | Achtelfinale      |
| 2    | Imants Bodnieks   | Sowjetunion    |        | 1. Hoffnungsrunde |
| 3    | Piet van der Touw | Niederlande    |        | 1. Hoffnungsrunde |

#### Lauf 10
| Rang | Athlet             | Nation      | Zeit   | Qualifikation für |
| ---- | ------------------ | ----------- | ------ | ----------------- |
| 1    | Boris Wassiljew    | Sowjetunion | 11,8 s | Achtelfinale      |
| 2    | Francisco Tortellá | Spanien     |        | 1. Hoffnungsrunde |
| 3    | Michael Horgan     | Irland      |        | 1. Hoffnungsrunde |

#### Lauf 11
| Rang | Athlet             | Nation      | Zeit   | Qualifikation für |
| ---- | ------------------ | ----------- | ------ | ----------------- |
| 1    | Antoine Pellegrina | Frankreich  | 12,4 s | Achtelfinale      |
| 2    | Arie de Graaf      | Niederlande |        | 1. Hoffnungsrunde |
| –    | Diego Calero       | Kolumbien   | DNS    | 1. Hoffnungsrunde |

#### Lauf 12
| Rang | Athlet       | Nation                    | Zeit   | Qualifikation für |
| ---- | ------------ | ------------------------- | ------ | ----------------- |
| 1    | August Rieke | Gesamtdeutsche Mannschaft | 11,9 s | Achtelfinale      |
| 2    | Jack Simes   | Vereinigte Staaten        |        | 1. Hoffnungsrunde |
| 3    | Paul Nyman   | Finnland                  |        | 1. Hoffnungsrunde |
| –    | Ian Browne   | Australien                | DNS    |                   |

### 1. Hoffnungsrunde

#### Lauf 1
| Rang | Athlet          | Nation         | Zeit   | Qualifikation für        |
| ---- | --------------- | -------------- | ------ | ------------------------ |
| 1    | Anésio Argenton | Brasilien      | 12,3 s | 1. Hoffnungsrunde Finale |
| 2    | Karl Barton     | Großbritannien |        |                          |

#### Lauf 2
| Rang | Athlet       | Nation | Zeit   | Qualifikation für        |
| ---- | ------------ | ------ | ------ | ------------------------ |
| 1    | Cenobio Ruiz | Mexiko | 12,4 s | 1. Hoffnungsrunde Finale |
| 2    | Martin McKay | Irland |        |                          |

#### Lauf 3
| Rang | Athlet                | Nation  | Zeit   | Qualifikation für        |
| ---- | --------------------- | ------- | ------ | ------------------------ |
| 1    | Gilbert De Rieck      | Belgien | 12,4 s | 1. Hoffnungsrunde Finale |
| 2    | José María Errandonea | Spanien |        |                          |

#### Lauf 4
| Rang | Athlet              | Nation             | Zeit   | Qualifikation für        |
| ---- | ------------------- | ------------------ | ------ | ------------------------ |
| 1    | Herb Francis        | Vereinigte Staaten | 12,1 s | 1. Hoffnungsrunde Finale |
| 2    | Abdul Razzaq Baloch | Pakistan           |        |                          |

#### Lauf 5
| Rang | Athlet         | Nation   | Zeit   | Qualifikation für        |
| ---- | -------------- | -------- | ------ | ------------------------ |
| 1    | Luis Muciño    | Mexiko   | 12,8 s | 1. Hoffnungsrunde Finale |
| 2    | Muhammad Ashiq | Pakistan |        |                          |

#### Lauf 6
| Rang | Athlet          | Nation      | Zeit   | Qualifikation für        |
| ---- | --------------- | ----------- | ------ | ------------------------ |
| 1    | Imants Bodnieks | Sowjetunion | 11,7 s | 1. Hoffnungsrunde Finale |
| 2    | Michael Horgan  | Irland      |        |                          |

#### Lauf 7
| Rang | Athlet             | Nation      | Zeit   | Qualifikation für        |
| ---- | ------------------ | ----------- | ------ | ------------------------ |
| 1    | Piet van der Touw  | Niederlande | 12,1 s | 1. Hoffnungsrunde Finale |
| 2    | Francisco Tortellá | Spanien     |        |                          |

#### Lauf 8
| Rang | Athlet        | Nation             | Zeit   | Qualifikation für        |
| ---- | ------------- | ------------------ | ------ | ------------------------ |
| 1    | Arie de Graaf | Niederlande        | 11,6 s | 1. Hoffnungsrunde Finale |
| 2    | Jack Simes    | Vereinigte Staaten |        |                          |

#### Lauf 9
| Rang | Athlet       | Nation                  | Zeit   | Qualifikation für        |
| ---- | ------------ | ----------------------- | ------ | ------------------------ |
| 1    | Clyde Rimple | Westindische Föderation | 12,5 s | 1. Hoffnungsrunde Finale |
| 2    | Paul Nyman   | Finnland                |        |                          |

### 1. Hoffnungsrunde Finale

#### Lauf 1
| Rang | Athlet           | Nation      | Zeit   | Qualifikation für |
| ---- | ---------------- | ----------- | ------ | ----------------- |
| 1    | Arie de Graaf    | Niederlande | 11,8 s | Achtelfinale      |
| 2    | Gilbert De Rieck | Belgien     |        | Achtelfinale      |
| 3    | Cenobio Ruiz     | Mexiko      |        |                   |

#### Lauf 2
| Rang | Athlet          | Nation      | Zeit   | Qualifikation für |
| ---- | --------------- | ----------- | ------ | ----------------- |
| 1    | Imants Bodnieks | Sowjetunion | 12,5 s | Achtelfinale      |
| 2    | Anésio Argenton | Brasilien   |        | Achtelfinale      |
| 3    | Luis Muciño     | Mexiko      |        |                   |

#### Lauf 3
| Rang | Athlet            | Nation                  | Zeit   | Qualifikation für |
| ---- | ----------------- | ----------------------- | ------ | ----------------- |
| 1    | Piet van der Touw | Niederlande             | 11,9 s | Achtelfinale      |
| 2    | Clyde Rimple      | Westindische Föderation |        | Achtelfinale      |
| 3    | Herb Francis      | Vereinigte Staaten      |        |                   |

### Achtelfinale

#### Lauf 1
| Rang | Athlet            | Nation                    | Zeit   | Qualifikation für |
| ---- | ----------------- | ------------------------- | ------ | ----------------- |
| 1    | August Rieke      | Gesamtdeutsche Mannschaft | 11,7 s | Viertelfinale     |
| 2    | Piet van der Touw | Niederlande               |        | 2. Hoffnungsrunde |
| 3    | Boris Wassiljew   | Sowjetunion               |        | 2. Hoffnungsrunde |

#### Lauf 2
| Rang | Athlet             | Nation     | Zeit   | Qualifikation für |
| ---- | ------------------ | ---------- | ------ | ----------------- |
| 1    | Antoine Pellegrina | Frankreich | 11,6 s | Viertelfinale     |
| 2    | Kurt Rechsteiner   | Schweiz    |        | 2. Hoffnungsrunde |
| 3    | Gilbert De Rieck   | Belgien    |        | 2. Hoffnungsrunde |

#### Lauf 3
| Rang | Athlet        | Nation                  | Zeit   | Qualifikation für |
| ---- | ------------- | ----------------------- | ------ | ----------------- |
| 1    | Lloyd Binch   | Großbritannien          | 11,7 s | Viertelfinale     |
| 2    | André Gruchet | Frankreich              |        | 2. Hoffnungsrunde |
| 3    | Clyde Rimple  | Westindische Föderation |        | 2. Hoffnungsrunde |

#### Lauf 4
Gasparella "was retroceded from 1st to 3rd place."
| Rang | Athlet               | Nation     | Zeit   | Qualifikation für |
| ---- | -------------------- | ---------- | ------ | ----------------- |
| 1    | Anésio Argenton      | Brasilien  | 11,4 s | Viertelfinale     |
| 2    | Ron Baensch          | Australien |        | 2. Hoffnungsrunde |
| 3    | Valentino Gasparella | Italien    |        | 2. Hoffnungsrunde |

#### Lauf 5
| Rang | Athlet        | Nation      | Zeit   | Qualifikation für |
| ---- | ------------- | ----------- | ------ | ----------------- |
| 1    | Leo Sterckx   | Belgien     | 11,3 s | Viertelfinale     |
| 2    | Arie de Graaf | Niederlande |        | 2. Hoffnungsrunde |
| 3    | Mario Vanegas | Kolumbien   |        | 2. Hoffnungsrunde |

#### Lauf 6
| Rang | Athlet           | Nation                    | Zeit   | Qualifikation für |
| ---- | ---------------- | ------------------------- | ------ | ----------------- |
| 1    | Sante Gaiardoni  | Italien                   | 11,7 s | Viertelfinale     |
| 2    | Imants Bodnieks  | Sowjetunion               |        | 2. Hoffnungsrunde |
| 3    | Günter Kaslowski | Gesamtdeutsche Mannschaft |        | 2. Hoffnungsrunde |

### 2. Hoffnungsrunde

#### Lauf 1
| Rang | Athlet        | Nation      | Zeit   | Qualifikation für        |
| ---- | ------------- | ----------- | ------ | ------------------------ |
| 1    | Mario Vanegas | Kolumbien   | 11,8 s | 2. Hoffnungsrunde Finale |
| 2    | André Gruchet | Frankreich  |        |                          |
| 3    | Arie de Graaf | Niederlande |        |                          |

#### Lauf 2
| Rang | Athlet               | Nation                  | Zeit   | Qualifikation für        |
| ---- | -------------------- | ----------------------- | ------ | ------------------------ |
| 1    | Valentino Gasparella | Italien                 | 11,6 s | 2. Hoffnungsrunde Finale |
| 2    | Clyde Rimple         | Westindische Föderation |        |                          |
| 3    | Boris Wassiljew      | Sowjetunion             |        |                          |

#### Lauf 3
| Rang | Athlet           | Nation                    | Zeit   | Qualifikation für        |
| ---- | ---------------- | ------------------------- | ------ | ------------------------ |
| 1    | Kurt Rechsteiner | Schweiz                   | 11,5 s | 2. Hoffnungsrunde Finale |
| 2    | Günter Kaslowski | Gesamtdeutsche Mannschaft |        |                          |
| 3    | Gilbert De Rieck | Belgien                   |        |                          |

#### Lauf 4
| Rang | Athlet            | Nation      | Zeit   | Qualifikation für        |
| ---- | ----------------- | ----------- | ------ | ------------------------ |
| 1    | Ron Baensch       | Australien  | 12,1 s | 2. Hoffnungsrunde Finale |
| 2    | Piet van der Touw | Niederlande |        |                          |
| 3    | Imants Bodnieks   | Sowjetunion |        |                          |

### 2. Hoffnungsrunde Finale

#### Lauf 1
| Rang | Athlet               | Nation    | Zeit   | Qualifikation für |
| ---- | -------------------- | --------- | ------ | ----------------- |
| 1    | Valentino Gasparella | Italien   | 11,4 s | Viertelfinale     |
| 2    | Mario Vanegas        | Kolumbien |        |                   |

#### Lauf 2
| Rang | Athlet           | Nation     | Zeit   | Qualifikation für |
| ---- | ---------------- | ---------- | ------ | ----------------- |
| 1    | Ron Baensch      | Australien | 11,6 s | Viertelfinale     |
| 2    | Kurt Rechsteiner | Schweiz    |        |                   |

### Viertelfinale

#### Lauf 1
| Rang | Athlet               | Nation     | Rennen 1 | Rennen 1 | Rennen 2 | Rennen 2 | Rennen 3 | Rennen 3 | Qualifikation für |
| Rang | Athlet               | Nation     | Rang     | Zeit     | Rang     | Zeit     | Rang     | Zeit     | Qualifikation für |
| ---- | -------------------- | ---------- | -------- | -------- | -------- | -------- | -------- | -------- | ----------------- |
| 1    | Valentino Gasparella | Italien    | 1        | 12,0 s   | 1        | 11,7 s   |          |          | Halbfinale        |
| 2    | Antoine Pellegrina   | Frankreich | 2        |          | 2        |          |          |          |                   |

#### Lauf 2
| Rang | Athlet       | Nation                    | Rennen 1 | Rennen 1 | Rennen 2 | Rennen 2 | Rennen 3 | Rennen 3 | Qualifikation für |
| Rang | Athlet       | Nation                    | Rang     | Zeit     | Rang     | Zeit     | Rang     | Zeit     | Qualifikation für |
| ---- | ------------ | ------------------------- | -------- | -------- | -------- | -------- | -------- | -------- | ----------------- |
| 1    | Ron Baensch  | Australien                | 1        | 12,2 s   | 1        | 12,0 s   |          |          | Halbfinale        |
| 2    | August Rieke | Gesamtdeutsche Mannschaft | 2        |          | 2        |          |          |          |                   |

#### Lauf 3
| Rang | Athlet      | Nation         | Rennen 1 | Rennen 1 | Rennen 2 | Rennen 2 | Rennen 3 | Rennen 3 | Qualifikation für |
| Rang | Athlet      | Nation         | Rang     | Zeit     | Rang     | Zeit     | Rang     | Zeit     | Qualifikation für |
| ---- | ----------- | -------------- | -------- | -------- | -------- | -------- | -------- | -------- | ----------------- |
| 1    | Leo Sterckx | Belgien        | 1        | 11,9 s   | 1        | 11,7 s   |          |          | Halbfinale        |
| 2    | Lloyd Binch | Großbritannien | 2        |          | 2        |          |          |          |                   |

#### Lauf 4
| Rang | Athlet          | Nation    | Rennen 1 | Rennen 1 | Rennen 2 | Rennen 2 | Rennen 3 | Rennen 3 | Qualifikation für |
| Rang | Athlet          | Nation    | Rang     | Zeit     | Rang     | Zeit     | Rang     | Zeit     | Qualifikation für |
| ---- | --------------- | --------- | -------- | -------- | -------- | -------- | -------- | -------- | ----------------- |
| 1    | Sante Gaiardoni | Italien   | 1        | 11,6 s   | 1        | 11,3 s   |          |          | Halbfinale        |
| 2    | Anésio Argenton | Brasilien | 2        |          | 2        |          |          |          |                   |

### Halbfinale

#### Lauf 1
| Rang | Athlet               | Nation  | Rennen 1 | Rennen 1 | Rennen 2 | Rennen 2 | Rennen 3 | Rennen 3 | Qualifikation für |
| Rang | Athlet               | Nation  | Rang     | Zeit     | Rang     | Zeit     | Rang     | Zeit     | Qualifikation für |
| ---- | -------------------- | ------- | -------- | -------- | -------- | -------- | -------- | -------- | ----------------- |
| 1    | Leo Sterckx          | Belgien | 2        |          | 1        | 11,3 s   | 1        | 11,5 s   | Finale            |
| 2    | Valentino Gasparella | Italien | 1        | 11,1 s   | 2        |          | 2        |          | Duell um Bronze   |

#### Lauf 2
| Rang | Athlet          | Nation     | Rennen 1 | Rennen 1 | Rennen 2 | Rennen 2 | Rennen 3 | Rennen 3 | Qualifikation für |
| Rang | Athlet          | Nation     | Rang     | Zeit     | Rang     | Zeit     | Rang     | Zeit     | Qualifikation für |
| ---- | --------------- | ---------- | -------- | -------- | -------- | -------- | -------- | -------- | ----------------- |
| 1    | Sante Gaiardoni | Italien    | 1        | 11,6 s   | 1        | 12,8 s   |          |          | Finale            |
| 2    | Ron Baensch     | Australien | 2        |          | 2        |          |          |          | Duell um Bronze   |

### Finalrunde

#### Duell um Bronze
| Rang | Athlet               | Nation     | Rennen 1 | Rennen 1 | Rennen 2 | Rennen 2 | Rennen 3 | Rennen 3 |
| Rang | Athlet               | Nation     | Rang     | Zeit     | Rang     | Zeit     | Rang     | Zeit     |
| ---- | -------------------- | ---------- | -------- | -------- | -------- | -------- | -------- | -------- |
| 3    | Valentino Gasparella | Italien    | 1        | 12,2 s   | 1        | 12,0 s   |          |          |
| 4    | Ron Baensch          | Australien | 2        |          | 2        |          |          |          |

#### Finale
| Rang | Athlet          | Nation  | Rennen 1 | Rennen 1 | Rennen 2 | Rennen 2 | Rennen 3 | Rennen 3 |
| Rang | Athlet          | Nation  | Rang     | Zeit     | Rang     | Zeit     | Rang     | Zeit     |
| ---- | --------------- | ------- | -------- | -------- | -------- | -------- | -------- | -------- |
| 1    | Sante Gaiardoni | Italien | 1        | 11,1 s   | 1        | 11,5 s   |          |          |
| 2    | Leo Sterckx     | Belgien | 2        |          | 2        |          |          |          |

## Weblink
- Ergebnisse in der Datenbank von Olympedia.org (englisch)